# George Shearing
Sir George Albert Shearing (13 d'agost del 1919 – 14 de febrer del 2011) fou un pianista britànic de jazz que va liderar durant molts anys un grup de jazz popular que va gravar amb Discovery Records, MGM Records i Capitol Records. Va compondre més de 300 cançons, incloent-hi els estàndards de jazz "Lullaby of Birdland" i "Conception". Va morir d'un atac de cor a Nova York a l'edat de 91 anys.